# Argumentum ad novitatem
O apelo à novidade (da expressão latina: argumentum ad novitatem) é uma falácia em que alguém prematuramente afirma que uma ideia ou proposta é correta ou superior, unicamente porque ela é nova. Apelar à novidade é seguir tendências e acreditar nelas apenas por serem novas. Essa falácia pode assumir duas formas: superestimar o novo sem antes promover uma investigação a respeito disso, supondo que, de qualquer maneira, seja superior, ou subestimar o status quo, prevendo que seja pior somente por ser antigo. A investigação pode comprovar se o novo é melhor ou pior, mas aceitá-lo sem ela caracteriza essa falácia.

## Uso do apelo à novidade
O apelo à novidade é muito usado pelos meios de comunicação, que em um mundo globalizado e com ânsia por novidades, valorizam informações mais recentes em detrimento das antigas. Na tecnologia e ciência, ela também pode estar presente quando abomina-se as descobertas passadas. Um exemplo para isso são os dispositivos de armazenagem de conteúdo, que são abandonados quando há um lançamento revolucionário nesse meio. Os discos de DVD são subestimados na comparação com os de Blu-Ray, o que faz com que rapidamente sejam substituídos ainda que continuem úteis. Deve-se distinguir o que é a falácia do apelo à novidade do que é pura inovação, nem sempre as novidades são ruins, assim como nem sempre são o melhor.

### Estrutura lógica
- A é novo
- B é antigo
- Logo, A deve ser superior a B

### Exemplos
- A única forma de emagrecer é seguir a dieta mais recente.
- Esse partido político é novo, logo, seus representantes não são corruptos e nos representarão melhor.
- O sistema que tenho em meu computador acabou de ser lançado, logo ele é mais seguro.
- Na filosofia, Sócrates já está ultrapassado. É melhor Sartre, pois é mais recente.
- Essa música é antiga, agora todo mundo só ouve esta, logo, ela é melhor.

## Oposto do apelo à novidade
O oposto do apelo à novidade é o apelo à tradição, na qual argumenta-se que não se pode romper as tradições e que elas estão sempre corretas. O apelo à tradição é comum em religiões, presentes nos dogmas e nos rituais que não podem ser mudados. Os exemplos usados no apelo à novidade também podem sofrer uma transformação e se adequarem ao apelo à tradição, por exemplo:
- Essa música é antiga, logo, é boa.
- Esse partido político é mais tradicional, logo, é de confiança.